# Camera di commercio degli Stati Uniti

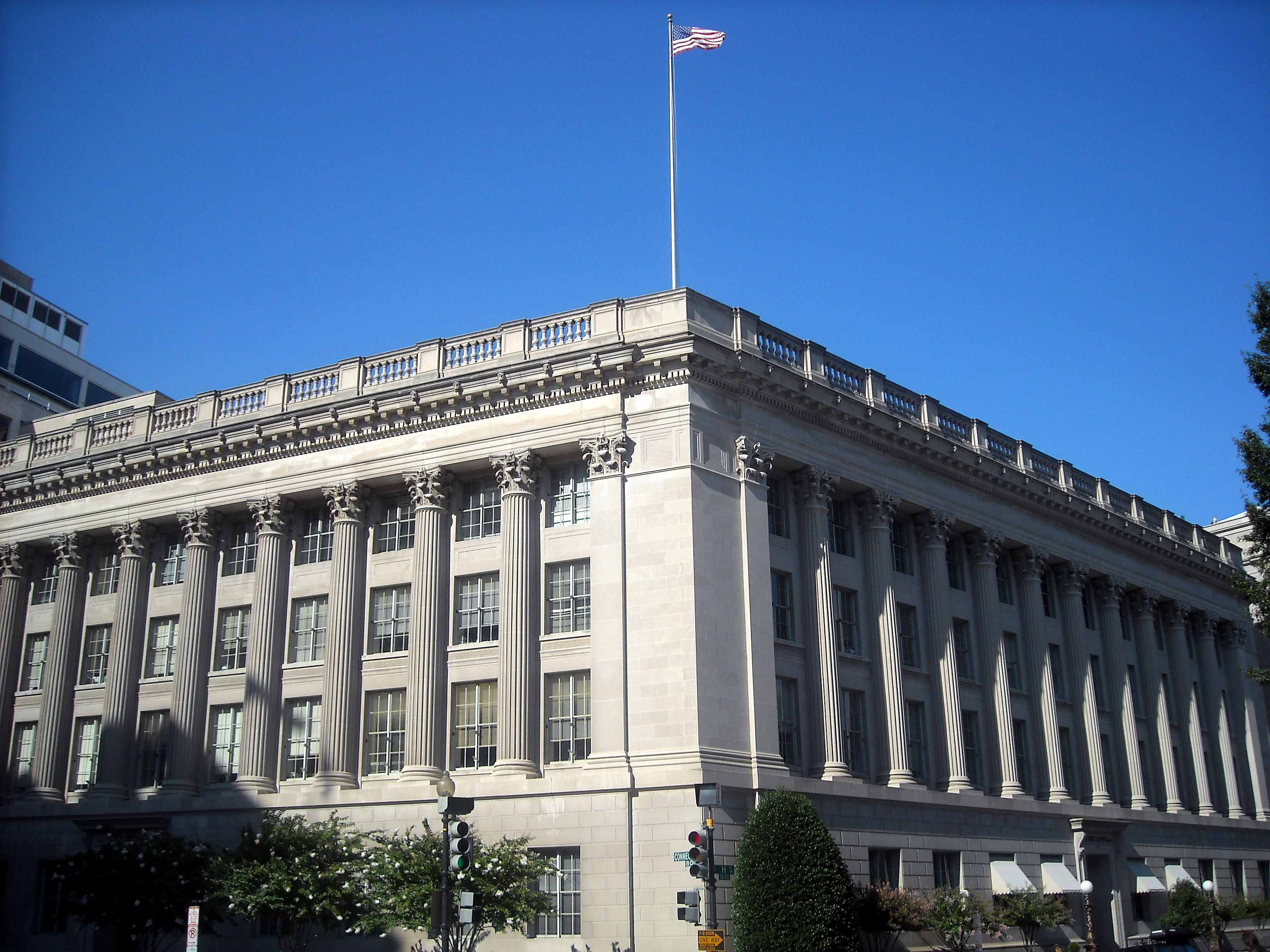
Sede della Camera di Commercio degli Stati Uniti in 1615 H Street, NW Washington, DC. L'edificio è inserito nel registro nazionale dei palazzi storici.

La United States Chamber of Commerce (in italiano: Camera di commercio degli Stati Uniti)  e familiarmente chiamata AmCham, è la più grande federazione di commercio senza scopo di lucro nel mondo. Essa rappresenta circa tre milioni di imprese nel paese (alcuni dei quali sono collegati a Camere di minore importanza), 2.000 camere locali o di Stato, e 830 associazioni commerciali. La dimensione della camera è composta di esperti politici, lobbisti  e  giuriste. È nota per spendere più soldi di qualsiasi lobby del paese su base annua.
La missione specifica della istituzione è: «Promuovere il progresso umano attraverso un sistema economico, politico e sociale basato sulla libertà individuale, incentive, iniziative, opportunità e responsabilità» («To advance human progress through an economic, political and social system based on individual freedom, incentive, initiative, opportunity, and responsibility»).
La sua rappresentazione nella Unione europea è chiamata UE-Comitato di AmCham.